# Попасное (Лискинский район)
Попасное — хутор в Лискинском районе Воронежской области.
Входит в состав Коломыцевского сельского поселения.

## География

### Улицы
- ул. Лесная
- ул. Мичурина
- ул. Новосёлов
- ул. Овражная
- ул. Пушкина
- ул. Рылеева
- ул. Центральная
- пер. Рылеева
- пер. Центральный